# 馬歇爾·阿普爾懷特
馬歇爾·阿普爾懷特 (1931年5月17日 – 1997年3月26日）是一位美国宗教领袖，他创立了天堂之門，并于1997年與教徒集体自杀。截至當時，此次自杀是美国境内发生的最大规模的集体自杀事件。